# Heinrich Ernst Kromer
Heinrich Ernst Kromer (* 26. September 1866 in Riedern am Wald, Gemeinde Ühlingen-Birkendorf, Landkreis Waldshut; † 5. Mai 1948 in Konstanz) war ein deutscher Schriftsteller, Maler und Bildhauer.

## Leben
Heinrich Ernst Kromer stammte aus der Ehe des Schwarzwälder Bauernsohns und späteren Goldgräbers Dorus Kromer und der Tochter des Bürgermeisters von Riedern am Wald. Er hatte vier Schwestern. Nach seinem Abitur in Konstanz studierte er in Heidelberg und München, machte aber keinen Studienabschluss.
Ab 1890 war er als Schriftsteller und Maler tätig, inspiriert von Kontakten zur Münchner Kunstszene und zur Gottlieber Künstlerkolonie um Emanuel von Bodman und Künstler wie Richard Dehmel, René Schickele, Wilhelm von Scholz, Rainer Maria Rilke, Ludwig Finckh, Ludwig Klages und Hermann Hesse, später auch Thomas Mann.
Kromer veröffentlichte 1893 sein erstes Autorenwerk Schauen und Bauen. Bekannt wurde er mit den Romanen Arnold Lohrs Zigeunerfahrt (1913) und Gustav Hänflings Denkwürdigkeiten eines Porzellanmalers (1915). Zudem schrieb er Beiträge unter anderem in den Blättern Der Zeitgenosse, Simplicissimus, Wiener Rundschau, Deutsche Heimat, Die Freistatt – Zeitschrift für Kultur und Schulpolitik, Über Land und Meer, Die Kunst für alle. Malerei, Plastik, Graphik, Architektur, Die Rheinlande. Er war Herausgeber von Stern’s literarischem Bulletin der Schweiz in Zürich.
Er betätigte sich zudem als Maler, später auch als Bildhauer und Töpfer. Der künstlerische Nachlass von Kromer wurde aufbewahrt im ehemaligen fürstlichen Schloss zu Bonndorf, jetzt im Archiv des Landkreises Waldshut; in der Propstei St. Leodegar in Ühlingen-Birkendorf ist ihm eine Dauerausstellung gewidmet. 1991 wurde in Riedern am Wald die  Heinrich Ernst Kromer-Gesellschaft gegründet, die sich dem Werk des Künstlers widmet. Kromer ist Namensgeber der „Heinrich-Ernst-Kromer-Straße“ in seinem Geburtsort Ühlingen-Birkendorf. Seit 2006 erscheint eine Werkausgabe in acht Bänden, herausgegeben von Jürgen Glocker und Klaus Isele, in der jährlich ein Band publiziert wird.

## Schriften
- Schauen und Bauen, 1893
- Die Mittendurcher, Novellensammlung, 1898 (Neuauflage 2007 bei Edition Isele)
- Arnold Lohrs Zigeunerfahrt, Roman, Rütten & Loening Frankfurt am Main 1913 (Neuauflage 2006 bei Edition Isele)
- Gustav Hänfling: Denkwürdigkeiten eines Porzellanmalers, Insel Verlag Leipzig 1915 (Neuauflage 1947 bei Thorbecke)
- Der Ausreißer, Roman, Staackmann Verlag Leipzig 1936
- Alemannisches Geschichtenbuch, Staackmann Verlag Leipzig 1937
- Von Schelmen und braven Leuten, Anekdotensammlung, Staackmann Verlag Leipzig 1942

### Herausgeberschaft
- Johann Peter Hebel: Die schönsten Erzählungen aus Johann Peter Hebels Schatzkästlein des rheinländischen Hausfreundes. Insel Verlag, Leipzig 1915.
- Dorus Kromer: Die Amerikafahrt. Aus den Goldgräberjahren eines Schwarzwälder Bauernsohnes. Staackmann Verlag, Leipzig 1935. (Neuausgabe: Edition Isele, 2008.)